# George Murray
George Murray é um baixista norte-americano mais conhecido por seu trabalho com David Bowie quando foi membro de sua banda regular (ao lado de Dennis Davis e Carlos Alomar), numa série de seus álbuns lançados nos anos 70.

## Discografia selecionada
Weldon Irvine
- Cosmic Vortex (Justice Divine) (1974)
- In Harmony (1974)

David Bowie
- Station to Station (1976)
- Low (1977)
- "Heroes" (1977)
- Stage (1978)
- Lodger (1979)
- Scary Monsters (and Super Creeps) (1980)

Iggy Pop
- The Idiot (1977)

Jerry Harrison
- The Red and the Black (1981)